# ساندویچ خیار
ساندویچ خیار سنتی یک ساندویچ چای ساندویچ انگشتی است که از برش‌های نازک خیار تشکیل شده‌است که بین دو برش نازک نان سفید کمی کره ای قرار گرفته‌است. منشأ ساندویچ انگلستان است و انواع مدرن، عمدتاً منشأ ایالات متحده، پنیر خامه‌ای، سس مایونز، شوید یا ادویه‌های خرد شده و ماهی سالمون را معرفی می‌کنند و ممکن است جایگزین نان قهوه‌ای شوند. یکی از انواع خاص ایالات متحده شامل بندیکتین است، یک پخشینه سبز که از خیار و پنیر خامه ای تهیه می‌شود.
ساندویچ خیار اغلب برای یک میان‌وعده سبک یا برای چای بعد از ظهر، یک وعده غذایی سبک رسمی در اواخر بعد از ظهر یا در اوایل شب قبل از شام اصلی سرو می‌شود. ساندویچ خیار نیز به‌طور سنتی در استراحت چای در مسابقات باشگاهی کریکت در انگلستان سرو می‌شود.

## انجمن‌های فرهنگی و تاریخی

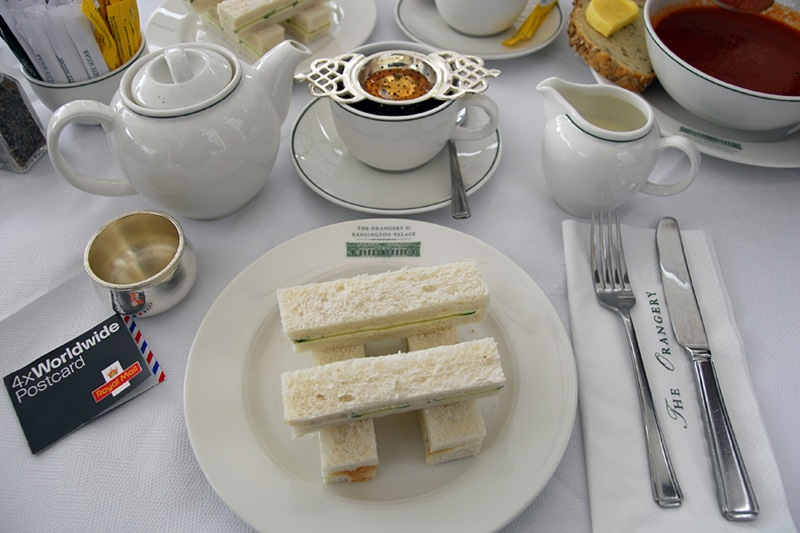
ساندویچ خیار و چای، سرو شده درکاخ کنزینگتون

ساندویچ‌های خیار بخشی جدایی ناپذیر از امر کلیشه ای چای بعد از ظهر را تشکیل می‌دادند. در مقابل، تصور می‌شد که افراد طبقات کارگر پایین‌تر آن دوره، یک ساندویچ پر از پروتئین درشت‌تر اما رضایت‌بخش‌تر را ترجیح می‌دهند، در یک «چای گوشت» که ممکن است جایگزین شام شود.
برخی از نویسندگان تلاش کرده‌اند تا رابطه‌ای بین لذیذ بودن ساندویچ و ظرافت درک شده اشراف بریتانیایی پیدا کنند. ساندویچ خیار اغلب به عنوان نوعی کوتاه‌نویسی در رمان‌ها و فیلم‌ها برای شناسایی افراد طبقات بالا استفاده می‌شود و گاهی به شکلی تحقیرآمیز. در اولین اقدام اسکار وایلد به نام «اهمیت جدی بودن» (۱۸۹۵)، ساندویچ‌های خیار که به صراحت برای دیدار مورد انتظار لیدی براکنل سفارش داده شده و آماده شده‌اند، همگی با حرص و ولع توسط برادرزاده و میزبان او، الجرنون مونکریف، خورده می‌شوند. در نتیجه او مجبور می‌شود با همدستی ساقی خود کمی دروغ بگوید: «امروز صبح در بازار خیار نبود… حتی برای پول آماده». بعلاوه، زمانی ساندویچ‌ها به عنوان خوراکی‌های مناسب برای ارائه به روحانیون میهمان در نظر گرفته می‌شد، در مواقعی که این گونه دیدارها هنوز یکی از ویژگی‌های رایج زندگی طبقه متوسط انگلیسی بود.
محبوبیت ساندویچ خیار به عنوان یک «خوراکی لذیذ» طبقه بالا در دوره ادوارد به اوج خود رسید، زمانی که نیروی کار ارزان و زغال سنگ فراوان تکنیک‌های جدیدی را برای تولید خیار در گرمابه‌های زیر شیشه در بیشتر ایام سال امکان‌پذیر کرد. با کاهش محبوبیت چای به عنوان یک وعده غذایی در بریتانیا، محبوبیت ساندویچ‌های خیار کاهش یافت، اما هنوز هم اغلب در چای، ناهار و مجالس سرو می‌شود. اکثر باشگاه‌های کریکت انگلیسی سرکه مالت و فلفل آسیاب شده را به داخل ساندویچ عرضه می‌کنند و این ساده‌ترین شکلی است که معمولاً در انگلستان استفاده می‌شود.
ساندویچ‌های خیار اغلب در ماه‌های تابستان یا در آب و هوای گرم تر مانند بخش‌هایی از هند مصرف می‌شود. تأثیر انگلیسی بر فرهنگ هند باعث شده‌است که ساندویچ‌ها در طول مسابقات کریکت و پیک نیک آخر هفته محبوب شوند. نوع هندی با چاتنی سبز مزه دار می‌شود و گاهی اوقات حاوی برش‌هایی از سیب زمینی آب‌پز است. ایندین ایرلاینز تا زمان ادغام آن در سال ۲۰۱۱، ساندویچ خیار را به عنوان بخشی از غذای گیاهی معمول خود در پروازهای داخلی کوتاه مدت سرو می‌کرد.

## آماده‌سازی
برای بدست آوردن برش‌های نازک از نان پولمن از چاقوی تیغه پهن استفاده می‌شود. طبق یک معیار، نور روز باید از منافذ ریز نان عبور کند. برش‌های نان را تا لبه‌ها در نازک‌ترین لایه کره می‌زنند که فقط برای جلوگیری از مرطوب شدن نان با آب خیار است و برش‌های خیار پوست کنده را که با نمک و آبلیمو پاشیده شده‌است قرار می‌دهند. در ساندویچ درست قبل از سرو برای جلوگیری از مرطوب شدن ساندویچ. پوسته نان به‌طور تمیز بریده می‌شود و ساندویچ‌های چای ایجاد می‌شود.

## بیشتر خواندن
- Fowler, Damon (September 2009). Classical Southern Cooking - Damon Fowler. p. 72. ISBN 978-1-4236-1351-0. Retrieved 2013-07-04.